# 刘如琦
刘如琦（？—？），男，中华人民共和国构造地质学学家，曾任中国民主同盟中央委员会常务委员，第八、九届全国人大代表。